# Marea Labrador
Marea Labrador (franceză: mer du Labrador) este o ramură a Oceanului Atlantic de Nord aflată între Peninsula Labrador și Groenlanda. Marea este încadrată de platforme continentale în sud-vest, nord-vest și nord-est. Strâmtoarea Davis, aflată în partea de nord a mării, face legătura între Marea Labrador și Marea Baffin. În unele surse, această întindere de apă a fost descrisă ca fiind o mare periferică a Oceanului Atlantic.
Marea s-a format prin separarea plăcii tectonice nord-americane de cea a Groenlandei. Acest fenomen a început acum 60 de milioane de ani și s-a oprit acum 40 de milioane de ani. Marea Labrador conține unul dintre cei mai mari curenți de turbiditate din lume, Curentul de Nord-Vest al Atlanticului de Mijloc. Acesta se propagă mii de kilometri pe fundul mării către Oceanul Atlantic.

## Descriere
Marea Labradorului este una dintre cele mai inospitaliere întinderi de apă de pe Pamânt: temperaturi foarte scăzute, căderi abundente de zăpadă, sloiuri de gheață plutitoare și chiar aisberguri provenite din ghețarii Groenlandei, purtate spre sud de puternicul Curent al Labradorului, furtuni frecvente și ceață deasă și frecventă.
Clima este subpolară. Temperatura medie a apei este de -1 °C iarna și +5-6 °C grade vara.
Marea este traversată de la nord la sud de Curentul Labradorului, un curent rece, cu lățimea de 30 km și adâncimea de 600 m. El străbate coastele nord-estice ale Americii de Nord cu o viteză de 3 km/oră, influențând decisiv flora și fauna din zona litorală. Apele Curentului Labradorului conțin cantități mari de substanțe nutritive și săruri minerale ce constituie sursa de hrană pentru plancton, la rândul său element de bază în lanțul alimentar al peștilor, animalelor și păsărilor marine. Marea Labradorului este bogată în pește.